# Port (indkørsel)
 For alternative betydninger, se Port. (Se også artikler, som begynder med Port)
Port (latin pórta) er indkørslen på en bygning. Man skelner mellem husporte, byporte, fæstningsporte, borgporte og tempelporte
Den romerske byport Porta Nigra i Trier findes endnu, som et af de tidligste bevarede eksempler i Europa. De middelalderlige byporte forsynedes med tårne, såkaldt porttårne. Til de middelalderlige borgporte førte en vindebro ofte over voldgraven.
I Danmark findes der kun to middelalderlige byporte bevaret i hhv. Stege (Mølleporten) og Faaborg (Vesterport), mens Prinsens Port i Fredericia stammer fra midten af 1700-tallet. Alle har været en del af byens fæstningsanlæg. 